# Грабчак, Святослав Валентинович
Святослав Валентинович Грабчак (4 марта 1996) — украинский футболист, защитник.

## Биография
Футболом начал заниматься в СДЮШОР-СООШИ-1 города Стаханов Луганской области, а последние годы на юношеском уровне провёл в ДЮСШ луганской «Зари». С 2013 года начал выступать во взрослых соревнованиях — играл на любительском уровне за «Авангард» (Довбыш) и второй состав клуба «Оболонь-Бровар». Также выступал в первенстве дублёров высшей лиги за молодёжные составы «Говерлы» (13 матчей) и «Ворсклы» (14 матчей, 1 гол).
Весной 2017 года дебютировал в профессиональных соревнованиях во второй лиге Украины в составе клуба «Арсенал-Киевщина», где в течение года сыграл 22 матча. Затем выступал за «Чайку» (Петропавловская Борщаговка) — весной 2018 года в любительских соревнованиях, а осенью — во второй лиге.
В начале 2019 года перешёл в клуб первой лиги Армении «Ереван», по итогам сезона 2018/19 стал серебряным призёром турнира. 2 августа 2019 года дебютировал в высшей лиге Армении в матче против «Арарата». 18 августа 2019 года в игре против «Ширака» забил свой первый гол в высшей лиге, этот гол также стал первым в истории его клуба после выхода в высший дивизион. Всего осенью 2019 года сыграл 14 матчей и забил один гол в чемпионате Армении, а его команда проиграла все свои матчи и во время зимнего перерыва была расформирована.
В начале 2020 года футболист присоединился к команде второй лиги Украины «Диназ» (Вышгород).